# Cách hoa Đông Dương
Cách hoa Đông Dương (danh pháp hai phần: Cleistanthus indochinensis) là một loài thực vật có hoa thuộc họ Diệp hạ châu. Loài này được Léon Camille Marius Croizat mô tả khoa học đầu tiên năm 1942.